# Matt Reeves
Matthew George Reeves (Rockville Centre, New York, 1966. április 27. –) amerikai forgatókönyvíró, filmrendező és filmproducer.
Filmrendezőként 2008-ban debütált a Cloverfield című sci-fivel, ezt követte 2010-ben az Engedj be! című romantikus horror. Két, kritikailag sikeres A majmok bolygója-folytatás elkészítése is az ő nevéhez fűződik: A majmok bolygója: Forradalom (2014) és A majmok bolygója: Háború (2017). 2017 februárjában jelentette be a Warner Bros., hogy Reeves forgatókönyvíróként és rendezőként jegyzi majd a várhatóan 2021-ben megjelenő, a DC-moziuniverzumban játszódó The Batman című filmnek.
A filmezés mellett J. J. Abramsszel közösen ő alkotta meg az 1998 és 2002 között futó Felicity című televíziós drámasorozatot.

## Gyermekkora és kezdeti munkássága
Reeves New York állam Rockville Centre nevű településén született és Los Angelesben nőtt fel. Nyolcévesen kezdett filmkészítéssel foglalkozni, nemsokára összebarátkozott a vele egykorú és hasonló érdeklődésű, később szintén filmes pályát választó J. J. Abramsszel. Tizenhárom évesen a Z Channel elnevezésű, amatőr filmesek számára műsoridőt biztosító tévécsatorna számára készítettek rövidfilmeket. Pár évvel később Steven Spielberg megbízásából annak Super 8 filmre vett műveit vették át videoszalagra és össze is barátkoztak az ekkor már neves rendezővel.
A Dél-kaliforniai Egyetem hallgatójaként készítette el az 1991-1992-es szemeszterben díjnyertes,  Mr. Petrified Forest című rövidfilmjét (az alkotás később az 1994-ben megjelent Future Shock című horror-antológia része lett). Szintén egyetemi hallgatóként részt vett a későbbi Száguldó erőd (1995) című akciófilm forgatókönyvének megírásában is. A diploma megszerzését követően Reeves a David Schwimmer és Gwyneth Paltrow főszereplésével készült Julie DeMarco című 1996-os romantikus filmmel debütált, mint hivatásos filmrendező.

## Pályafutása
Reeves és Abrams alkotta meg az 1998 és 2002 között sugárzott Felicity című televíziós drámasorozatot. Reeves több epizódot rendezőként is jegyez, valamint más sorozatokban is vállalt rendezéseket – például a Viszonyokban és a Gyilkos utcákban.
2008-ban rendezte meg a Cloverfield című sci-fi-szörnyfilmet, Abrams produceri segédletével. A film két folytatásában – Cloverfield Lane 10 (2016), The Cloverfield Paradox (2018) – Reves vezető producerként vett részt. Forgatókönyvíróként és rendezőként az ő nevéhez fűződik az azonos című 2008-as svéd film remake-je, a 2010-es Engedj be!.
A 2010-es évek elején jelentették be, miszerint Reeves filmet rendez a klasszikussá vált Alkonyzóna című sorozatból. Később azonban lemondott a rendezés jogáról, helyette a 2014-ben bemutatott A majmok bolygója: Forradalom című filmet rendezte meg, illetve annak 2017-es A majmok bolygója: Háború című folytatását.
A tervek szerint 2021-ben jelenik meg Reeves rendezésében egy újabb Batman-film.

## Filmográfia

### Film
| Év   | Magyar cím                    | Eredeti cím                    | Feladatkör | Feladatkör   | Feladatkör | Megjegyzések                                                  |
| Év   | Magyar cím                    | Eredeti cím                    | Rendező    | Forgatókönyv | Producer   | Megjegyzések                                                  |
| ---- | ----------------------------- | ------------------------------ | ---------- | ------------ | ---------- | ------------------------------------------------------------- |
| 1994 |                               | Future Shock                   | Igen       | Igen         | Nem        | „Mr. Petrified Forrest” szegmens                              |
| 1995 | Száguldó erőd                 | Under Siege 2: Dark Territory  | Nem        | Igen         | Nem        |                                                               |
| 1996 | Julie DeMarco                 | The Pallbearer                 | Igen       | Igen         | Igen       |                                                               |
| 2000 | A bűn állomásai               | The Yards                      | Nem        | Igen         | Koproducer |                                                               |
| 2008 | Cloverfield                   | Cloverfield                    | Igen       | Nem          | Nem        | - színész – rádiós bemondó (hangja) - stáblistán nem szerepel |
| 2010 | Engedj be!                    | Let Me In                      | Igen       | Igen         | Nem        |                                                               |
| 2014 | A majmok bolygója: Forradalom | Dawn of the Planet of the Apes | Igen       | Nem          | Nem        |                                                               |
| 2016 | Cloverfield Lane 10           | 10 Cloverfield Lane            | Nem        | Nem          | Vezető     |                                                               |
| 2017 | A majmok bolygója: Háború     | War for the Planet of the Apes | Igen       | Igen         | Nem        | társíró: Mark Bomback                                         |
| 2018 |                               | The Cloverfield Paradox        | Nem        | Nem          | Vezető     |                                                               |
| 2022 | Batman                        | The Batman                     | Igen       | Igen         | Igen       |                                                               |

### Televízió
- Viszonyok (Relativity) – rendező (1 epizód, 1997)
- Gyilkos utcák (Homicide: Life on the Street) – rendező (1 epizód, 1997)
- Gideon's Crossing – rendező (1 epizód, 2000)
- Felicity (1998–2002) – megalkotó, vezető producer (62 epizód)
- Csodák (Miracles) – rendező (1 epizód, 2003)
- Kötelező ítélet (Conviction) – rendező (1 epizód, 2006)
- The Passage (2019) – vezető producer (4 epizód)

## Rendezéseinek fogadtatása
| Film                          | Rotten Tomatoes   | Metacritic      | CinemaScore | Költségvetés      | Bevétel             |
| ----------------------------- | ----------------- | --------------- | ----------- | ----------------- | ------------------- |
| Cloverfield                   | 77% (204 kritika) | 64 (37 kritika) | C           | 25 millió dollár  | 170,8 millió dollár |
| Engedj be!                    | 88% (226 kritika) | 79 (35 kritika) | C+          | 20 millió dollár  | 24,1 millió dollár  |
| A majmok bolygója: Forradalom | 90% (288 kritika) | 79 (48 kritika) | A-          | 170 millió dollár | 710,6 millió dollár |
| A majmok bolygója: Háború     | 93% (299 kritika) | 82 (50 kritika) | A-          | 150 millió dollár | 490,7 millió dollár |

## Fordítás
- Ez a szócikk részben vagy egészben  a   Matt Reeves című angol Wikipédia-szócikk fordításán alapul.  Az eredeti cikk szerkesztőit annak laptörténete sorolja fel. Ez a jelzés csupán a megfogalmazás eredetét és a szerzői jogokat jelzi, nem szolgál a cikkben szereplő információk forrásmegjelöléseként.